# Пробудження місіс Олден
Пробудження місіс Олден (англ. Mrs. Alden's Awakening) — американська короткометражна драма режисера Джея Ханта 1912 року.

## У ролях
- Ірвінг Каммінгс — молодий Алден
- Евелін Френсіс — гувернантка